# Кенжебай (Ошская область)
Кенжебай (до 2024 года — Имени Кирова) — село в Узгенском районе Ошской области Кыргызстана. Входит в состав Джалпак-Ташского аильного округа. Код СОАТЕ — 41706  255 813 04 0

## Население
По данным переписи 2023 года, в селе проживало 1 356 человек.